# Сапунов, Николай Николаевич
Николай Николаевич Сапунов (17 [29] декабря 1880, Москва — 15 [28] июня 1912, Териоки) — русский живописец и театральный художник, один из лучших сценографов за историю русского театра. Член объединений «Венок—Стефанос», Московского товарищества художников, «Алая» и «Голубая роза», «Мир искусства» (т. н. «младший мирискусник»); известен также большим циклом натюрмортов.

## Биография
Родился 17 (29) декабря 1880 года в Замоскворечье в небогатой купеческой семье.
С тринадцатилетнего возраста, в течение десяти лет, учился в Московском училище живописи, ваяния и зодчества (МУЖВЗ) у К. А. Коровина, И. И. Левитана, В. А. Серова, в Академии художеств у А. А. Киселёва (1904—1911).
Начал работу оформителем спектаклей (Москва и Санкт-Петербург). Как театральный художник получил известность после спектакля «Балаганчик» (1906, по мотивам произведения А. А. Блока). Автор майоликовой мозаики c изображением сокола в аттике доходного дома М. В. Сокол (1904 г., архитектор И. П. Машков) на улице Кузнецкий Мост.
Первые работы демонстрировал в мае—июне 1904 года на выставке «Алая роза» — единственной выставке одноимённой группы художников (кружка учащихся МУЖВЗ во главе с уроженцами Саратова П. В. Кузнецовым и П. С. Уткиным). В качестве почётных участников были приглашены М. А. Врубель и В. Э. Борисов-Мусатов. Среди наиболее известных впоследствии художников, также принимавших участие в этой экспозиции, следует назвать А. А. Арапова, М. С. Сарьяна, С. Ю. Судейкина.
Сапунов любил рассказывать, что ему нагадали смерть в воде. Погиб около 2-х часов ночи на 15 (28) июня 1912 года во время лодочной прогулки в Териоках на взморье Финского залива.

<Сапунов> в компании с поэтом М. Кузминым, писателем П. Потёмкиным, художницей Я. и двумя девушками до часу ночи оставался в териокском „Казино“, а затем все отправились на морскую прогулку по Финскому заливу. П. Потёмкин остался на берегу, так как лодка была не особенно велика. Погода благоприятствовала, и молодые люди быстро уплыли в море за несколько вёрст от берега. Во время катания на лодке молодые люди неоднократно переходили с одного конца на другой. Неожиданно во время одного из таких переходов лодка опрокинулась и все оказались в воде. После продолжительных усилий и борьбы молодые люди успели выбраться из-под накрывшей их лодки и ухватиться за один борт, но лодка вследствие перевеса одной стороны вскоре вновь перевернулась. — Сапунов Н. Н.: некролог // Исторический вестник. — СПб.: Тип. А. С. Суворина, 1912. — Т. CXXIX, № 9. — С. 398—399.
Из дневника Михаила Кузмина:

Решили поехать кататься. Насилу достали лодку. Море — как молоко. Было неплохо, но когда я менялся местами с княжною, она свалилась, я за нею, и все в воду. Погружаясь, я думал: «Неужели это смерть?» Выплыли со стонами. Кричать начали не тотчас. Сапунов говорит: «Я плавать-то не умею», уцепился за Яковлеву, стянул её и опять лодка перевернулась, тут Сапунов потонул. Лодка кувыркалась раз шесть. Крик, отчаянье от смерти Сапунова, крики принцессы и Яковлевой — ужас, ужас. Море пусто. Наконец Яковлева увидала лодку. Ещё минуты две, и мы бы погибли. Держались минут 20-25. Выволок матрос нас, как поросят.
Через несколько месяцев после гибели Сапунова состоялась премьера последней оформленной им постановки — «Принцессы Турандот» в театре Незлобина (предшественник знаменитого вахтанговского спектакля).

## Галерея

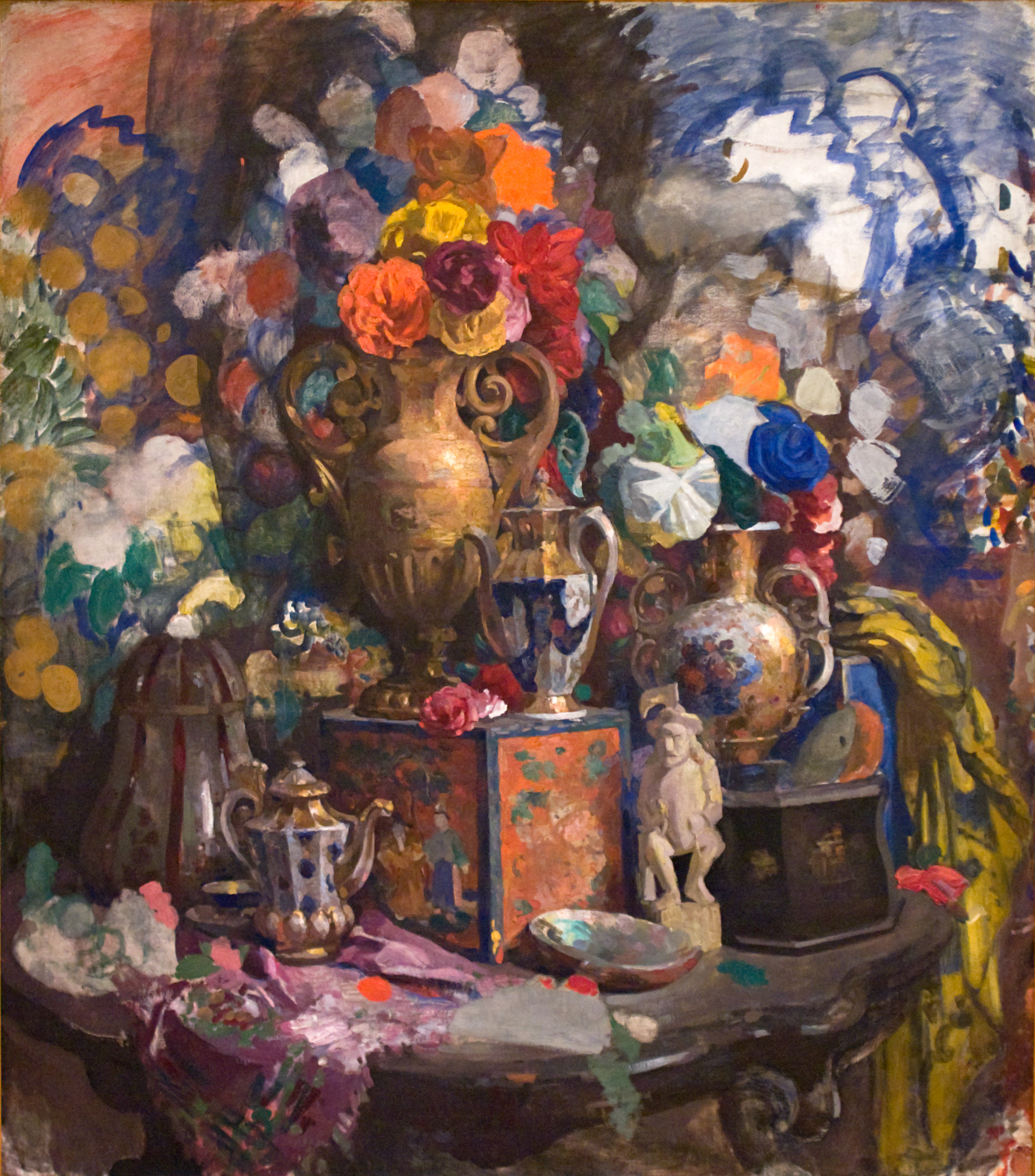
Натюрморт. Цветы и фарфор (1912, Русский Музей)
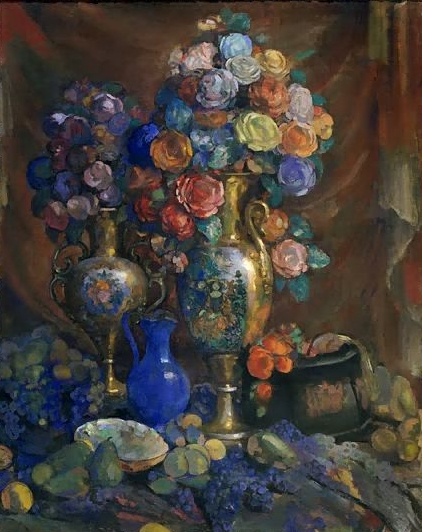
Натюрморт. Вазы, цветы и фрукты (1912, Государственная Третьяковская галерея)
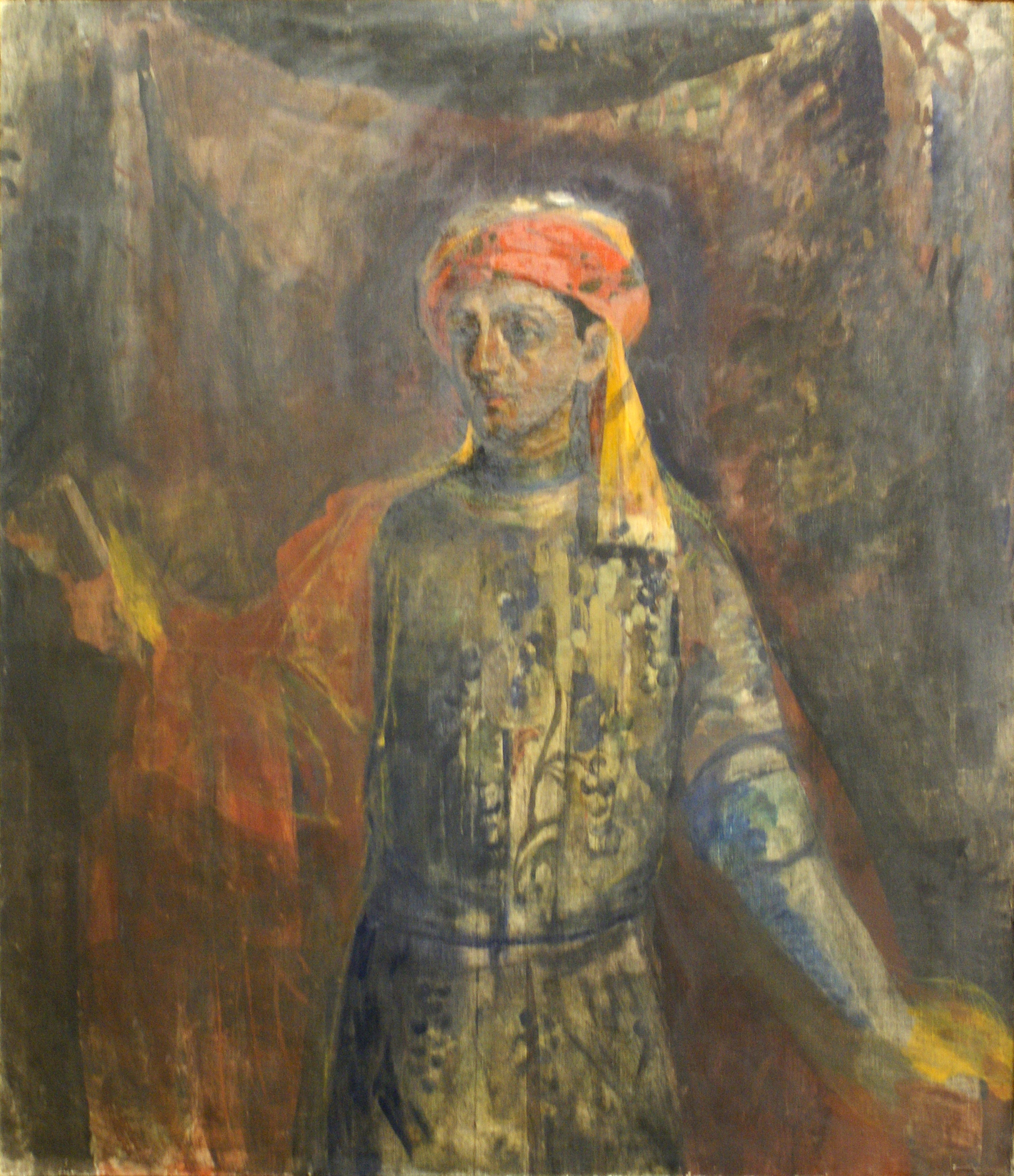
Портрет поэта Михаила Кузмина (1911, Национальный художественный музей, Минск)
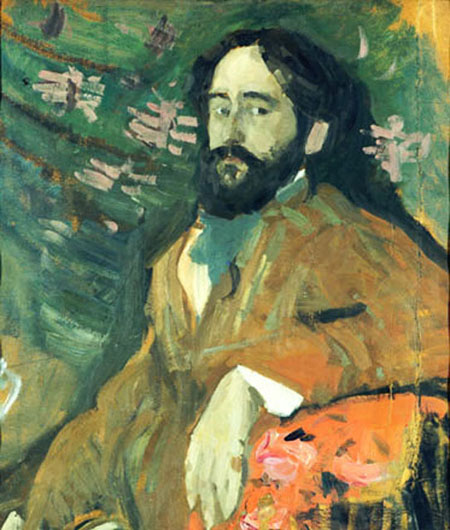
Портрет художника Николая Милиоти (1908, Государственная Третьяковская галерея)